# Corrine
Pour les articles ayant des titres homophones, voir Corine et Korine.
En chimie organique, la corrine est un noyau hétérocyclique formant un macrocycle structurellement assez proche des porphyrines telles que l'hème, mais avec seulement 19 atomes de carbone contre 20. Ces structures sont cependant davantage réduites — tous les atomes de carbone situés à l'angle des cycles pyrroliques sont des centres sp3 — et, par conséquent, moins plates et moins aromatiques — le macrocycle présente pour ainsi dire une conjugaison aux trois quarts.
Le noyau corrine constitue le motif structurel de base des corrinoïdes.